# Gallesia
Gallesia é um género botânico pertencente à família Phytolaccaceae.

## Espécies seleccionadas
- Gallesia gorazema
- Gallesia integrifolia
- Gallesia ovata
- Gallesia scorododendrum

1. ↑  «Gallesia — World Flora Online». www.worldfloraonline.org. Consultado em 19 de agosto de 2020